# 마정안
마정안(馬丁安, ?~?)은 백제의 관리이다. 일본에 파견되어 문화 및 학문의 교류를 이뤘으며, 554년에 왕유귀와 교대해 백제로 돌아갔다.